# الدوير (السدة)

تعديل مصدري - تعديل

الدوير هي إحدى قرى عزلة وادي الحبالي بمديرية السدة التابعة لمحافظة إب، بلغ تعداد سكانها 175 نسمة حسب تعداد اليمن لعام 2004.
تقع قرية (الدوير) في محافظة اب مديرية السدة، وتحديدا في عزلة وادي الحبالي ، يحدها من الناحية الشمالية قرية بيت الرداعي ومن الناحية الشرقية قرية نيعان ومن الناحية الجنوبية (جرن) الظهر وقرية عدنه، وهي مطلة على مجرى سيل المنيح (الرداعي) حيث ترتفع عن مجرى السيل بحولي 800 متر تقريبا، يعود تاريخها للقرن التاسع للهجرة، وذلك وفقا للاثار الاسلامية فيها منها المسجد القديم الذي رمم اكثر من مرة،وهو مستطيل الشكل تتوسطه بائكة ويوجد كتابة في احد الواح السقف الخشبي من عدد اسطر سبعةكتب عليه:تعرض لتلف بكسرة الى ان تاريخ توسيعة يعود جماد اخر سنة 1317 هــ الفقيه محمد ابن محمد عباس عمر الحكيم،وفي اخر اللوح وكتب (لحمد ابن او عبدالله) محمد ابن محمد صالح عباس (). وممن يسكن قرية الدوير ال الحكيم والدويري والذماري والعشيري والزيادي والعيشاني واخرون، والدوير قرية في منطقة (شعب المريسي) من بلاد النادرة (المقحفي: ابراهيم،معجم البلدان ،ج 1،دار الكلمة للطباعة والنشر،2002م،ص 634).

## الموقع الجغرافي
تقع في محافظة اب مديرية السدة وتحديدا في عزلة وادي الحبالي ، يحدها من الناحية الشمالية قرية بيت الرداعي ومن الناحية الشرقية قرية نيعان ومن الناحية الجنوبية (جرن) الظهر وقرية عدنه، وهي مطلة على مجرى سيل المنيح (الرداعي) حيث ترتفع عن مجرى السيل بحولي 800 متر تقريبا، يعود تاريخها للقرن التاسع للهجرة، وذلك وفقا للاثار الاسلامية فيها منها المسجد القديم الذي رمم اكثر من مرة،وهو مستطيل الشكل تتوسطه بائكة ويوجد كتابة في احد الواح السقف الخشبي من عدد اسطر سبعةكتب عليه:تعرض لتلف بكسرة الى ان تاريخ توسيعة يعود جماد اخر سنة 1317 هــ الفقيه محمد ابن محمد عباس عمر الحكيم،وفي اخر اللوح وكتب (لحمد ابن او عبدالله) محمد ابن محمد صالح عباس (). 
وممن يسكن قرية الدوير ال الحكيم والدويري والذماري والعشيري والزيادي والعيشاني واخرون، والدوير قرية في منطقة (شعب المريسي) من بلاد النادرة (المقحفي: ابراهيم،معجم البلدان ،ج 1،دار الكلمة للطباعة والنشر،2002م،ص 634).